# Maglekilde
Maglekilde er en naturlig kilde i Lille Maglekildestræde, 150 m vest for domkirken i Roskilde. Den er den kraftigste af kilderne i Roskilde. Tidligere er der løbet over 90.000 liter vand igennem den i timen, men i dag er dette reduceret til omkring 15.000 l/time.
I 1927 blev der bygget en pavillon over kilden, som blev fredet i 1979.

## Historie
I middelalderen blev der hugget store mængder frådsten fra Maglekilde, som er blevet brugt som byggemateriale i lokalområdet. Adskillige kirker i Roskildeområdet er i 1000- og 1100-tallet bygget med sten fra Maglekilden. Stenbrudsarbejdet resulterede i, at der blev dannet en lille sø, der blev brugt som mølledam. Vandmøllen på stedet blev kaldt Maglekilde Mølle. Vandet fra møllen drev i alt 6 vandmøller på sin vej ned mod Roskilde Fjord: Vandhulsmølle, Sankt Mortens Mølle, Kapelsmøllen, Sankt Clara Mølle og Strandmøllen. Maglekilde Mølle nævnes første gang ved navn i 1258.
Den 8. april 1731 var Maglekilde Mølle den første bygning, der blev ødelagt af en serie ødelæggende brande, som ramte Roskilde dette år. Det blev opført en ny mølle på samme sted i 1737 og den blev fulgt op af en klædemølle i 1761.
Vandet fra kilden har været brugt til flere industrier, bl.a. Maglekilde Vandmølle, Maglekilde Klæde- og Papirfabrik, Maglekilde Maskinfabrik og Maglekilde Vandkuranstalt.